# Lick It Up (chanson)
Lick It Up est une chanson du groupe de Hard rock américain Kiss. L'album porte le même nom que le single.
Écrit par le guitariste, chanteur Paul Stanley et le guitariste Vinnie Vincent, la chanson a été publiée comme le premier single de l'album Lick It Up sorti en 1983.
Un clip vidéo a été tourné pour promouvoir le single, ce fut le premier clip de Kiss avec les membres du groupe sans leur célèbre maquillage. Le clip a été diffusé pour la première fois sur la chaîne américaine MTV le 18 septembre 1983 dans une émission spéciale de J.J. Jackson. La chanson atteint la 66e place dans le Billboard Hot 100 américain, et atteint la meilleure position en Suisse à la 24e position.
Lick It Up a été joué de nombreuses fois par le groupe, le titre figure sur les albums Alive III et Kiss Symphony: Alive IV. Ce titre est aussi présent dans le coffret de 5 CD The Box Set sorti en 2001. En 2010, c'est l'un des seuls morceaux sélectionné de leur période sans maquillage à être joué en live.

## Liste des titres
| A. | Lick It Up           | Vinnie Vincent, Paul Stanley | Paul Stanley | 3:59 |
| B. | Not for the Innocent | Vinnie Vincent, Gene Simmons | Gene Simmons | 4:32 |

| A.  | Lick It Up           | Vinnie Vincent, Paul Stanley | Paul Stanley | 3:56 |
| B1. | Not for the Innocent | Vinnie Vincent, Gene Simmons | Gene Simmons | 4:32 |
| B2. | I Still Love You     | Vinnie Vincent, Paul Stanley | Paul Stanley | 6:06 |

| 1. | Lick It Up               | Vinnie Vincent, Paul Stanley | Paul Stanley | 3:59 |
| 2. | Dance All Over Your Face | Gene Simmons                 | Gene Simmons | 4:13 |
| 3. | Gimme More               | Vinnie Vincent, Paul Stanley | Paul Stanley | 3:41 |
| 4. | Fits Like a Glove        | Gene Simmons                 | Gene Simmons | 4:04 |
| 5. | Lick It Up (vidéo)       | Vinnie Vincent, Paul Stanley | Paul Stanley | 3:32 |

## Composition du groupe
- Paul Stanley – chants, guitare rythmique
- Gene Simmons – chants, basse
- Vinnie Vincent – guitare solo
- Eric Carr – batterie, percussions, chœurs

## Charts
| Pays        | Chart                        | Meilleure position | Réf   |
| ----------- | ---------------------------- | ------------------ | ----- |
| États-Unis  | Billboard Hot 100            | 66                 | [ 1 ] |
| États-Unis  | Mainstream Rock Tracks chart | 19                 | [ 1 ] |
| Royaume-Uni | Pop Singles                  | 31                 | [ 3 ] |
| Canada      | Pop Singles                  | 32                 | [ 2 ] |
| France      | Pop Singles                  | 58                 | [ 4 ] |
| Suisse      | Pop Singles                  | 24                 | [ 5 ] |

## Format
| Année | Pays        | Format             | Catalogue | Label           |
| ----- | ----------- | ------------------ | --------- | --------------- |
| 1983  | Europe      | Vinyle 12"         | 814 498-1 | Vertigo Records |
| 1983  | Royaume-Uni | Vinyle 7"          | KISS 5    | Vertigo Records |
| 1983  | Pays-Bas    | Vinyle 7"          | 814 498-7 | Vertigo Records |
| 1988  | Royaume-Uni | CD (Audio / Vidéo) | 080 044-2 | Mercury Records |